# Championnat des moins de 17 ans de la CONMEBOL 2003
Navigation
Pérou 2001 Venezuela 2005
Le Championnat des moins de 17 ans de la CONMEBOL 2003 est la dixième édition du Championnat des moins de 17 ans de la CONMEBOL qui a eu lieu en Bolivie du 1er au 18 mai 2003. Originellement prévu pour être organisé par le Venezuela, il a dû être déplacé en Bolivie en raison de troubles sociaux. En contrepartie, le Venezuela a reçu la garantie par la CONMEBOL, la confédération sud-américaine, d'organiser la compétition en 2005. Ce tournoi sert de qualification pour la Coupe du monde des moins de 17 ans, organisée en Finlande durant l'été 2003 : les 3 premiers de la poule finale seront directement qualifiés pour la phase finale.
Quadruple tenant du titre, le Brésil termine 2e et se fait déposséder de son trophée par l'Argentine, qui remporte la compétition pour la 2e fois de son histoire. C'est l'équipe de Colombie qui complète le podium et qui se qualifie également pour la prochaine coupe du monde.

## Résultats
La confédération sud-américaine ne compte que 10 membres, il n'y a donc pas d'éliminatoires; toutes les sélections participent au premier tour, où elles sont réparties en 2 poules de 5 et s'y rencontrent une fois. À l'issue du premier tour, les 2 premiers de chaque poule se qualifient pour la poule finale où chaque équipe rencontre 1 fois chacun de ses adversaires. Le premier du classement final est déclaré champion d'Amérique du Sud.

### Premier tour

#### Poule 1
| Rang | Équipe    | Pts | J | G | N | P | Bp | Bc | Diff |  | Résultats (▼ dom., ► ext.) |  |     |     |     |     |
| ---- | --------- | --- | - | - | - | - | -- | -- | ---- |  | -------------------------- |  | --- | --- | --- | --- |
| 1    | Brésil    | 12  | 4 | 4 | 0 | 0 | 10 | 2  | +8   |  | Brésil                     |  | 3-1 | 2-0 | 2-0 | 3-1 |
| 2    | Uruguay   | 9   | 4 | 3 | 0 | 1 | 10 | 3  | +7   |  | Uruguay                    |  |     | 2-0 | 3-0 | 4-0 |
| 3    | Chili     | 3   | 4 | 1 | 0 | 3 | 4  | 7  | -3   |  | Chili                      |  |     |     | 1-2 | 3-1 |
| 4    | Équateur  | 3   | 4 | 1 | 0 | 3 | 4  | 9  | -5   |  | Équateur                   |  |     |     |     | 2-3 |
| 5    | Venezuela | 3   | 4 | 1 | 0 | 3 | 5  | 12 | -7   |  | Venezuela                  |  |     |     |     |     |

#### Poule 2
| Rang | Équipe    | Pts | J | G | N | P | Bp | Bc | Diff |  | Résultats (▼ dom., ► ext.) |  |     |     |     |     |
| ---- | --------- | --- | - | - | - | - | -- | -- | ---- |  | -------------------------- |  | --- | --- | --- | --- |
| 1    | Argentine | 10  | 4 | 3 | 1 | 0 | 14 | 1  | +13  |  | Argentine                  |  | 1-1 | 5-0 | 3-0 | 5-0 |
| 2    | Colombie  | 8   | 4 | 2 | 2 | 0 | 7  | 5  | +2   |  | Colombie                   |  |     | 4-3 | 1-1 | 1-0 |
| 3    | Paraguay  | 6   | 4 | 2 | 0 | 2 | 7  | 10 | -3   |  | Paraguay                   |  |     |     | 2-0 | 2-1 |
| 4    | Pérou     | 2   | 4 | 0 | 2 | 2 | 2  | 7  | -5   |  | Pérou                      |  |     |     |     | 1-1 |
| 5    | Bolivie   | 1   | 4 | 0 | 1 | 3 | 2  | 9  | -7   |  | Bolivie                    |  |     |     |     |     |

### Poule finale
|   | Équipe    | Pts | J | G | N | P | BP | BC | Diff |
| - | --------- | --- | - | - | - | - | -- | -- | ---- |
| 1 | Argentine | 5   | 3 | 1 | 2 | 0 | 5  | 4  | +1   |
| 2 | Brésil    | 4   | 3 | 1 | 1 | 1 | 5  | 2  | +3   |
| 3 | Colombie  | 4   | 3 | 1 | 1 | 1 | 4  | 5  | -1   |
| 4 | Uruguay   | 3   | 3 | 1 | 0 | 2 | 4  | 7  | -3   |

| 14 mai | Brésil    | 0 | 1 | Colombie |
|        | Argentine | 2 | 1 | Uruguay  |
| 16 mai | Argentine | 2 | 2 | Colombie |
|        | Brésil    | 4 | 0 | Uruguay  |
| 18 mai | Argentine | 1 | 1 | Brésil   |
|        | Colombie  | 1 | 3 | Uruguay  |

### Équipes qualifiées pour la Coupe du monde
Les sélections qualifiées pour la prochaine Coupe du monde sont :
- Argentine
- Brésil
- Colombie

### Meilleurs buteurs
5 buts :
- Hernán Peirone

## Sources et liens externes